# Задача листоноші
Задача (китайського) листоноші (англ. Chinese postman problem або англ. Route inspection problem) — задача пошуку найкоротшого циклу в графі, що включає всі ребра. Існують варіанти задачі для орієнтованих та неорієнтованих графів та для графів, частина ребер яких орієнтована, а частина — ні.
Задача отримала назву завдяки Алану Голдману (англ. Alan Goldman) з NIST, оскільки першим дослідником цієї задачі був китайський математик Мей-Ку Кван (англ. Mei-Ku Kuan, 1962).

## Методи розв'язання задачі
Для орієнтованого графу:
Необхідно розглянути окремо два випадки:
Випадок А. Граф {\displaystyle G} симетричний.
Випадок Б. Граф {\displaystyle G} несиметричний.
Випадок А. Якщо граф симетричний, то листоноша може пройти свій маршрут без повторного обходу якої-небудь із дуг, тобто оптимальне рішення задачі листоноші є Ейлерів маршрут.
Випадок Б. Нехай {\displaystyle f(i,j)},позначає число повторних обходів дуги {\displaystyle (i,j)}. Листоноші необхідно обрати такі невід’ємні значення змінних {\displaystyle f(i,j)}, які мінімізують загальну довжину повторно обхідних дуг
{\displaystyle ~\sum _{}^{}{a(i,j)f(i,j)}}                                                                                           (1)
При умові, що в кожну вершину він входить стільки разів, скільки виходить із неї, тобто
{\displaystyle d^{-}(i)+\sum _{}^{}{f(j,i)}={d^{+}(i)}+(i)+\sum _{}^{}{f(i,j)}}                                          (2)
Перетворивши рівняння (2), отримуємо
{\displaystyle \sum _{}^{}{f(i,j)-f(j,i)}={d^{-}(i)}+{d^{+}(i)}=D(i)}                                         (3)
Таким чином, листоноша бажає мінімізувати вираз (1) при умові, що для всіх вершин графу G задовольняється рівність (3). Ця задача представляє одну із модифікацій задачі про потік мінімальної вартості. Вершини, для яких {\displaystyle D(i)<0}, є стоками з граничним значенням сумарного вхідного потоку, рівним – {\displaystyle D(i)}. Вершини, де {\displaystyle D(i)>0}, являють собою джерело з граничним значенням сумарного вихідного потоку, рівне {\displaystyle D(i)}. Вершини, для яких {\displaystyle D(i)=0}, є проміжковими вершинами. Значення пропускних здібностей всіх дуг безлімітні. 
Сформульована задача про потік мінімальної вартості може бути вирішена шляхом введення в граф додаткового джерела і стоку. Додаткове джерело пов'язаний дугами зі усіма іншими джерелами, і всі стоки пов'язані дугами з додатковим стоком. Значення пропускної здатності кожної дуги, що виходить з додаткового джерела, рівно граничному значенню сумарного потоку джерела, яке інцидентне цій дузі. Так як праві частини всіх рівностей, (3) - цілі числа, то можна стверджувати, що за допомогою описаного алгоритму визначення потоку мінімальної вартості будуть отримані невід'ємні цілі значення  {\displaystyle f(i,j)}.
Визначивши цілочисельні оптимальні значення змінних {\displaystyle f(i,j)} побудуємо граф {\displaystyle G*}, В якому дуга {\displaystyle (i,j)}, що з'єднує вершини {\displaystyle i} і {\displaystyle j} для всіх {\displaystyle (i,j)} {\displaystyle ~{\mathcal {2}}} {\displaystyle A}, повторюється {\displaystyle f(i,j)+1} раз. З рівністю (3) такий граф {\displaystyle G*} є симетричним. Тепер для графу {\displaystyle G*} за допомогою методу, описаного для випадку А, може бути знайдений Ейлером маршрут. Останній на графі {\displaystyle G*} відповідає маршруту листоноші па графі {\displaystyle G}, в якому дуга {\displaystyle (i,j)} обходиться {\displaystyle [f(i,j)+1]} разів. Так як оптимального значення {\displaystyle f(i,j)} мінімізують вираз (1), одержуваний на графі {\displaystyle G*} Ейлерів маршрут повинен відповідати оптимальному маршрутом листоноші на графі {\displaystyle G}.
Для змішаного графу: Необхідно розглянути окремо два випадки:
Випадок А. Граф {\displaystyle G} симетричний.
Випадок Б. Граф {\displaystyle G} несиметричний.
Випадок А.Нехай {\displaystyle G=(X,A)} – будь-який парний змішаний граф. Оптимальний маршрут листоноші (якщо він існує) може бути знайдено наступним чином.
Позначимо через {\displaystyle U} множину всіх неорієнтованих дуг, а через {\displaystyle V} – множину всіх орієнтованих дуг в графі {\displaystyle G}. Для кожної дуги в U виберемо вихідний напрямок. Назвемо отриманий орієнтований граф графом {\displaystyle G_{\mathrm {d} }}. Для кожної вершини і графу {\displaystyle G_{\mathrm {(} }d)} обрахуємо
{\displaystyle D(i)=d^{-}(i)-d^{+}(i)}                                                                                      (4)
Якщо {\displaystyle D(i)<0}, то вершина і є стоком з граничною величиною сумарного вхідного потоку, рівному {\displaystyle D(i)}. Якщо {\displaystyle D(i)>0}, то вершина і є джерелом з граничною величиною сумарного виходить потоку {\displaystyle D(i)} - Якщо {\displaystyle D(i)=0}, то вершина {\displaystyle i} є проміжною. Якщо в графі всі вершини є проміжними, то граф-парний симетричний орієнтований граф. Для отримання оптимального маршруту листоноші на такому графі треба знайти Ейлерів маршрут, який відповідає оптимальному маршруту листоноші на графі {\displaystyle G}.  В іншому випадку необхідно побудувати граф {\displaystyle G-(X,A')}, в якому: 
(а) Кожна дуга {\displaystyle (i,j)} {\displaystyle ~{\mathcal {2}}} {\displaystyle V} заміщується дугою {\displaystyle (i,j)} {\displaystyle ~{\mathcal {2}}} {\displaystyle A'} з необмеженою величиною пропускної здатності і вартістю, рівної довжині дуги (i, j).
(б) Кожній дузі {\displaystyle (i,j)} {\displaystyle ~{\mathcal {2}}} {\displaystyle U} і відповідає пара дуг {\displaystyle (i,j)} і {\displaystyle (j,i)} в {\displaystyle A'}. Кожна з цих дуг має необмежену величину пропускної здатності і вартість, рівну довжині дуги {\displaystyle (i,j)} {\displaystyle ~{\mathcal {2}}} {\displaystyle A}.
(в) Кожній дузі {\displaystyle (i,j)} {\displaystyle ~{\mathcal {2}}} {\displaystyle U} відповідає також орієнтована дуга {\displaystyle (i,j)} {\displaystyle ~{\mathcal {2}}} {\displaystyle A'}, напрямок якої протилежно напрямку дуги, прийнятому в {\displaystyle G_{\mathrm {(} }d)}. Ця дуга називається фіктивною дугою. Припишемо фіктивної дузі вартість, рівну нулю, і величину пропускної здатності, рівну 2. 
З урахуванням визначених вище для графу {\displaystyle G_{\mathrm {(} }d)} граничних значень потоків, що виходять із джерел і входять до стоки, скористаємося алгоритмом побудови потоку мінімальної вартості для пошуку на графі {\displaystyle {G'}} потоку мінімальної вартості, що задовольняє потреби всіх стоків. Якщо такого потоку не існує, то не існує і маршруту листоноші. В іншому випадку нехай через {\displaystyle f(i,j)} позначається величина потоку, який протікає по дузі {\displaystyle (i,j)} графу {\displaystyle G'}, отриманого в результаті рішення задачі про потік мінімальної вартості. Нагадаємо, що потік, отриманий за допомогою описаного вище алгоритму побудови потоку мінімальної вартості, є невід'ємним і цілочисловим. У ході докази того, що алгоритм забезпечує отримання рішення задачі листоноші, буде показано, що але кожної фіктивної дузі протікає потік, рівний 0 або 2.
Побудуємо далі граф G*, В якому:
(a) Кожна не-фіктивного дуга {\displaystyle (i,j)} {\displaystyle ~{\mathcal {2}}} {\displaystyle V}  графу {\displaystyle G'} замінюється {\displaystyle [f(i,j)+1]} дугами {\displaystyle (i,j)} графу {\displaystyle G*}.
(б) Кожна не-фіктивна дуга {\displaystyle (i,j)} {\displaystyle ~{\mathcal {2}}} {\displaystyle U} графу {\displaystyle G'} замінюється {\displaystyle f(i,j)} дугами {\displaystyle (i,j)} графу {\displaystyle G*}.
(в) Якщо потік у фіктивній дузі дорівнює двом одиницям, то в граф {\displaystyle G*} включається одна така дуга.
(г) Якщо потік у фіктивній дузі дорівнює нулю, то в граф {\displaystyle G*} включається одна така дуга з протилежного орієнтацією. Таким чином, якщо у фіктивній дузі потік дорівнює нулю, то вибраний вихідний напрямок дуги графу {\displaystyle G_{\mathrm {(} }d)} зберігається і в графі {\displaystyle G*}, якщо ж потік у фіктивній дузі дорівнює двом одиницям, то напрямок орієнтації відповідної дуги графу {\displaystyle G_{\mathrm {(} }d)} в графі {\displaystyle G*} змінюється на протилежне. 
Граф  {\displaystyle G*} є парним симетричним орієнтованим графом. Для отримання оптимального маршруту листоноші на такому графі треба знайти Ейлерів цикл. 
Випадок Б. Алгоритму розв'язання даної задачі не існує